# Igreja Cristã Evangélica Luterana da Bolívia
A Igreja Cristã Evangélica Luterana da Bolívia (em espanhol: Iglesia Cristiana Evangélica Luterana de Bolivia (ICEL)) é uma igreja luterana localizada na Bolívia e filiada ao Concílio Luterano Internacional (ILC).
Foi fundada no ano de 1978 e atualmente, conta com aproximadamente 900 membros batizados, distribuidos em 24 congregações; e 10 pastores ativos. Alcançou âmbito nacional no ano de 1997.